# Alexandru Constantinescu
Alexandru Constantinescu (geboren 1981 in Craiova) ist ein rumänischer Opernsänger (Bassbariton).

## Ausbildung
Im Alter von sechs Jahren erhielt er seinen ersten Klavier- und Geigenunterricht. Mit 18 Jahren erreichte er das Abitur am Musiklyzeum Sigismund Toduta in Cluj-Napoca mit dem Hauptfach Klavier. Es folgte ein Klavierstudium in Paris, das er im Juni 2004 mit Auszeichnung abschloss. In den Jahren 2004 bis 2006 studierte er an der Robert Schumann Hochschule Düsseldorf. Seit dem Jahr 2003 erhielt er Gesangsunterricht, zunächst am „Conservatoire International de Paris“ und von 2004 bis 2006 in Hannover bei Elena Dumitrescu-Nentwig, um anschließend ein Gesangsstudium bei Peter Anton Ling an der Hochschule für Musik, Theater und Medien Hannover aufzunehmen, das er 2012 mit Bestnoten abschloss.

## Engagements
Während des Studiums sang er u. a. die Rolle des Figaro in Figaros Hochzeit und die des Guglielmo in Così fan tutte. Seit der Spielzeit 2012/2013 ist Alexandru Constantinescu festes Ensemblemitglied am Theater Vorpommern. Hier debütierte er in der Titelrolle von Mozarts Don Giovanni. Zu seinen Inszenierungen zählen zudem Escamillo in Carmen, Dr. Malatesta in Don Pasquale, Roderich de Weert in Der Vetter aus Dingsda , Valentin in Faust/Margarethe, Wolfram von Eschenbach in Tannhäuser sowie Sir Danvers Carew in Jekyll & Hyde.